# Орфео
Орфео е космическа програма на Европейската космическа агенция. Програмата предвижда извеждането на 6 изкуствени спътника оборудвани с камери с висока резолюция. Четири от спътниците ще бъдат произведени в Италия, а други 2 във Франция. Испания, Белгия, Швеция и Австрия също ще използват спътниковата система.
Спътниците ще бъдат използвани за наблюдения над Земята.